# Serge Ibaka
Serge Jonas Ibaka Ngobila (Brazzaville, 18 september 1989) is een Congolees-Spaans basketballer. Hij speelt voor de Milwaukee Bucks in de NBA. Ibaka speelt meestal als power forward, maar kan ook als center spelen. Daarnaast speelt hij voor de Spaanse nationale ploeg. Op 15 juli 2011 kreeg hij het Spaanse staatsburgerschap.

## Biografie
Ibaka werd geboren in Congo op 18 september. Zijn vader en moeder waren allebei basketballers, dus begon Ibaka daar op jonge leeftijd ook mee bij de club Avenir du Rail. In de NBA Draft van 2008 werd hij als 24e gekozen door de Seattle SuperSonics. Hij besloot met de club om niet meteen in de NBA te gaan basketballen, maar om eerst te gaan spelen in de Spaanse competitie voor Ricoh Manresa.
In juli 2009 lieten de Oklahoma City Thunder Ibaka naar de VS overkomen om voor het team te spelen. Hij speelde tot en met de lockout in 2011 voor de club maar ging gedurende twee maanden spelen voor het Spaanse Real Madrid toen de onderhandelingen bleven aanslepen. Hij keerde terug naar de Oklahoma City Thunder en bleef er spelen tot in 2016 toen hij geruild werd naar de Orlando Magic  voor Ersan İlyasova, Victor Oladipo en Domantas Sabonis.
Een seizoen later vertrekt hij er alweer in een ruil naar de Toronto Raptors voor Terrence Ross. Met de Raptors werd hij NBA-kampioen in het seizoen 2018/19, zijn contract werd niet verlengd en hij tekende na het seizoen bij de Los Angeles Clippers. Bij de Clippers speelde hij twee seizoenen en werd in 2021 even uitgeleend aan de opleidingsploeg Agua Caliente Clippers. Op 10 februari 2022 maakte hij de overstap naar de Milwaukee Bucks in een ruil waarbij 4 ploegen betrokken waren buiten de Bucks en Clippers ook nog Detroit Pistons en de Sacramento Kings. Andere spelers die hierbij betrokken waren, zijn: Josh Jackson, Trey Lyles, David Michineau, Rodney Hood, Semi Ojeleye, Donte DiVincenzo, Marvin Bagley III en de draftrechten voor Vanja Marinković.
In 2023 tekende hij een eenjarig contract bij de Duitse topclub Bayern München. In de zomer van 2024 tekende hij bij Real Madrid waarmee hij ook in de EuroLeague uitkwam.
Met de Spaanse ploeg nam hij in 2012 deel aan de Olympische Spelen in Londen.

## Erelijst
- NBA-kampioen: 2018/19
- NBA All-Defensive: 2011/12, 2012/13,2013/14
- Olympische Spelen:  Londen

## Statistieken

### Regulier seizoen
| Seizoen  | Team                  | WG  | WS  | MPW  | 2P%  | 3P%  | FW%  | RPW | APW | SPW | BPW | PPW  |
| -------- | --------------------- | --- | --- | ---- | ---- | ---- | ---- | --- | --- | --- | --- | ---- |
| 2009/10  | Oklahoma City Thunder | 73  | 0   | 18,1 | 54,3 | 50,0 | 63,0 | 5,4 | 0,1 | 0,3 | 1,3 | 6,3  |
| 2010/11  | Oklahoma City Thunder | 82  | 44  | 27,0 | 54,3 | 0,0  | 75,0 | 7,6 | 0,3 | 0,4 | 2,4 | 9,9  |
| 2011/12  | Oklahoma City Thunder | 66  | 66  | 27,2 | 53,5 | 33,3 | 66,1 | 7,5 | 0,4 | 0,5 | 3,7 | 9,1  |
| 2012/13  | Oklahoma City Thunder | 80  | 80  | 31,1 | 57,3 | 35,1 | 74,9 | 7,7 | 0,5 | 0,4 | 3,0 | 13,2 |
| 2013/14  | Oklahoma City Thunder | 81  | 81  | 32,9 | 53,6 | 38,9 | 78,4 | 8,8 | 1,0 | 0,5 | 2,7 | 15,1 |
| 2014/15  | Oklahoma City Thunder | 64  | 64  | 33,1 | 47,6 | 37,6 | 83,6 | 7,8 | 0,9 | 0,5 | 2,4 | 14,3 |
| 2015/16  | Oklahoma City Thunder | 78  | 78  | 32,1 | 47,9 | 32,6 | 75,2 | 6,8 | 0,8 | 0,5 | 1,9 | 12,6 |
| 2016/17  | Orlando Magic         | 56  | 56  | 30,5 | 48,8 | 38,8 | 84,6 | 6,8 | 1,1 | 0,6 | 1,6 | 14,8 |
| 2016/17  | Toronto Raptors       | 23  | 23  | 31,0 | 45,9 | 39,8 | 88,2 | 6,8 | 0,7 | 0,3 | 1,4 | 15,1 |
| 2017/18  | Toronto Raptors       | 76  | 76  | 27,5 | 48,3 | 36,0 | 79,7 | 6,3 | 0,8 | 0,4 | 1,3 | 12,6 |
| 2018/19  | Toronto Raptors       | 74  | 51  | 27,2 | 52,9 | 29,0 | 76,3 | 8,1 | 1,3 | 0,4 | 1,4 | 15,0 |
| 2019/20  | Toronto Raptors       | 55  | 27  | 27,0 | 51,2 | 38,5 | 71,8 | 8,2 | 1,4 | 0,5 | 0,8 | 15,4 |
| 2020/21  | Los Angeles Clippers  | 41  | 39  | 23,3 | 51,0 | 33,9 | 81,1 | 6,7 | 1,8 | 0,2 | 1,0 | 11,1 |
| 2021/22  | Los Angeles Clippers  | 35  | 10  | 15,4 | 49,0 | 38,7 | 69,0 | 4,3 | 1,0 | 0,2 | 0,7 | 6,6  |
| 2021/22  | Milwaukee Bucks       | 19  | 2   | 17,8 | 51,9 | 35,1 | 80,0 | 5,3 | 0,7 | 0,2 | 0,4 | 7,0  |
| 2022/23  | Milwaukee Bucks       | 16  | 2   | 11,6 | 48,1 | 33,3 | 61,5 | 2,8 | 0,3 | 0,1 | 0,4 | 4,1  |
| Carrière | Carrière              | 919 | 697 | 27,3 | 51,3 | 35,9 | 75,7 | 7,1 | 0,8 | 0,4 | 1,9 | 12,0 |

### Play-offs
| Seizoen  | Team                  | WG  | WS  | MPW  | 2P%  | 3P%  | FW%   | RPW | APW | SPW | BPW | PPW  |
| -------- | --------------------- | --- | --- | ---- | ---- | ---- | ----- | --- | --- | --- | --- | ---- |
| 2009/10  | Oklahoma City Thunder | 6   | 0   | 25,5 | 57,1 | -    | 70,0  | 6,5 | 0,3 | 0,3 | 2,0 | 7,8  |
| 2010/11  | Oklahoma City Thunder | 17  | 17  | 28,8 | 46,2 | 0,0  | 82,5  | 7,3 | 0,2 | 0,2 | 3,1 | 9,8  |
| 2011/12  | Oklahoma City Thunder | 20  | 20  | 28,4 | 52,8 | 25,0 | 72,2  | 5,8 | 0,6 | 0,6 | 3,0 | 9,8  |
| 2012/13  | Oklahoma City Thunder | 11  | 11  | 33,3 | 43,7 | 44,4 | 79,2  | 8,4 | 0,7 | 0,0 | 3,0 | 12,8 |
| 2013/14  | Oklahoma City Thunder | 15  | 15  | 33,7 | 62,2 | 33,3 | 75,0  | 7,3 | 0,5 | 0,7 | 2,4 | 12,1 |
| 2015/16  | Oklahoma City Thunder | 18  | 18  | 33,4 | 52,1 | 44,9 | 75,0  | 6,3 | 0,6 | 0,8 | 1,3 | 12,0 |
| 2016/17  | Toronto Raptors       | 10  | 10  | 30,7 | 46,2 | 31,6 | 84,6  | 6,5 | 1,4 | 0,4 | 1,7 | 14,3 |
| 2017/18  | Toronto Raptors       | 10  | 9   | 26,0 | 41,7 | 37,5 | 81,8  | 5,9 | 1,1 | 0,1 | 1,3 | 8,7  |
| 2018/19  | Toronto Raptors       | 24  | 0   | 20,8 | 47,7 | 23,7 | 76,2  | 6,0 | 0,9 | 0,5 | 1,0 | 9,4  |
| 2019/20  | Toronto Raptors       | 11  | 0   | 22,8 | 57,3 | 51,1 | 100,0 | 7,7 | 1,2 | 0,2 | 1,3 | 14,8 |
| 2020/21  | Los Angeles Clippers  | 2   | 0   | 9,0  | 50,0 | 0,0  | 100,0 | 2,0 | 1,0 | 0,5 | 1,5 | 5,0  |
| 2021/22  | Milwaukee Bucks       | 6   | 0   | 3,7  | 25,0 | 0,0  | 50,0  | 1,7 | 0,0 | 0,0 | 0,0 | 1,5  |
| Carrière | Carrière              | 152 | 102 | 27,1 | 49,9 | 38,2 | 78,9  | 6,3 | 0,7 | 0,4 | 1,9 | 10,6 |

1 McCaw ·
2 Leonard ·
3 Anunoby ·
7 Lowry ·
8 Loyd ·
9 Ibaka ·
13 Miller ·
14 Green ·
15 Moreland ·
17 Lin ·
20 Meeks ·
23 VanVleet ·
24 Powell ·
25 Boucher ·
33 Gasol ·
43 Siakam ·
Coach Nurse